# Brazilian Journal of Physics
Brazilian Journal of Physics is een Braziliaans, aan collegiale toetsing onderworpen open access wetenschappelijk tijdschrift op het gebied van de natuurkunde.
De naam wordt in literatuurverwijzingen meestal afgekort tot Braz. J. Phys.
Het eerste nummer verscheen in 1997.